# پل برکلی (ویرجینیا)
پل برکلی (ویرجینیا) (انگلیسی: Berkley Bridge)
پل برکلی شاخه شرقی رودخانه الیزابت در نورفولک ، ویرجینیا ، ایالات متحده عبور می کند و محله برکلی را در جنوب رودخانه با مرکز شهر نورفولک به شمال وصل می کند. .